# 森戸果香
森戸 果香（もりと かこう、1898年（明治31年） - 1992年（平成4年））は、20世紀に活躍した日本画家。歴史人物画を得意とした。本名は森戸 鐶次郎（もりと かんじろう）。

## 経歴
広島県福山市出身。1918年に上京しようと川端龍子に手紙を書いたが、父親が「絵をやるなら土佐絵が良い」と考えて東京の友人に依頼を行い、その紹介で小堀鞆音に師事する。
1924年に地元に帰郷して写真屋を開業したが、画家として専念するため、1929年に写真屋を廃業し再び上京。
第10回帝展に「天草四郎時貞」が初入選、以降も帝展、新文展、日展、官展を中心に活躍し、特選を含めて13回の入選を果たした。
自身が藤原秀郷の末裔にあたることから「藤原秀郷流末孫武将画像」124点を描いた後に、すべて栃木県立博物館に寄贈。1992年には小山市立博物館で企画展「秀郷流藤原氏の系譜：森戸果香の絵画から」が開催された。

## 代表作
| 作品名                 | 技法         | 形状・員数  | 寸法（縦x横cm） | 所有者         | 年代        | 出品展覧会 | 落款             | 備考                                                                   |
| ---------------------- | ------------ | ----------- | --------------- | -------------- | ----------- | ---------- | ---------------- | ---------------------------------------------------------------------- |
| 福山城下絵             | 紙、鉛筆、墨 | 1幅         | 75.0x362.0      | ふくやま美術館 | 1920-1945年 |            |                  | 20歳代から40歳代後半にかけて描いていたが、未完。                       |
| 訪れ                   | 紙本著色     | 1幅         | 187.5x145.0     | ふくやま美術館 | 1950年      | 第6回日展  | 「果香」朱文方印 | 『平家物語』に着想を得て、平忠度と藤原俊成の別れの場面が描かれている。 |
| 藤原秀郷流末孫武将画像 | 絹本著書     | 一括・124点 | 50.0x55.0       | 栃木県立博物館 | 昭和時代    |            | 「果香」朱文方印 | 自身が藤原秀郷の末裔にあたることから描いた人物画124点。                |